# أندريه غيروكس
أندريه غيروكس هو كاتب كندي، ولد في 10 ديسمبر 1916 في مدينة كيبك في كندا، وتوفي في 28 يوليو 1977 بسبب حادث مرور.